# Jules Antoine Lissajous

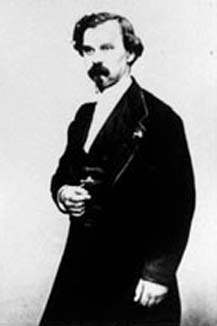
Jules Antoine Lissajous

Jules Antoine Lissajous (* 4. März 1822 in Versailles; † 24. Juni 1880 in Plombières-lès-Dijon) war ein französischer Physiker.

## Leben
Lissajous wurde durch die nach ihm benannten Lissajous-Figuren bekannt, die bei der Überlagerung linearer Schwingungen entstehen. Ihre Form ist abhängig vom Frequenzverhältnis und der zu Beginn vorhandenen Phasenwinkeldifferenz. Bei ungleichen Frequenzen ergibt sich eine unveränderliche Figur, wenn beide Frequenzen ein rationales Verhältnis bilden. Anderenfalls wiederholen sich die Bahnkurven nicht, die Lissajous-Figur verändert sich ständig. Bei gleichen Frequenzen ergeben sich Ellipsen unterschiedlicher Exzentrizität.
Im Jahr 1855 beschrieb Lissajous eine Methode zur Darstellung derartiger Schwingungen. 1873 wurde er von der Académie des sciences mit dem Lacaze-Preis für seine Arbeiten zur Beobachtung, Messung und Deutung von Schwingungen ausgezeichnet. Eine einfache Versuchsanordnung zur Nachahmung von Lissajous Arbeiten könnte wie folgt aussehen: Ein Pendel wird so aufgehängt, dass sich das Pendel nicht nur in einer Ebene, sondern in verschiedene Richtungen bewegen kann. Es wird zunächst durch einen Stoß in Schwingungen versetzt. Anschließend erhält das Pendel einen weiteren Stoß in eine andere Richtung. Jetzt vollführt das Pendel gleichzeitig Schwingungen in zwei verschiedene Richtungen, was zur Folge hat, dass die Bahn der Pendelmasse eine zwar sehr komplizierte, aber in sich geschlossene Linie, nämlich eine Lissajous-Kurve, beschreibt. Man kann sie aufzeichnen, indem man als schwingende Masse einen mit Sand gefüllten Trichter verwendet, aus dem der Sand langsam ausströmt. Ein solches Gerät zur Aufzeichnung von Lissajous-Figuren wird Harmonograph genannt.
Eine erste Beschreibung derartiger Figuren verfasste 1815 Nathaniel Bowditch im Zusammenhang mit dem Versuch, die scheinbaren Bewegungen des Mondes zu simulieren.
1879 wurde er korrespondierendes Mitglied der Académie des sciences. In der Raumfahrt ist der Lissajous-Orbit nach Lissajous benannt.

## Schriften
- Sur la position des noeuds dans les lames qui vibrent transversalement, 1850
- Sur un cas particulier de stéréoscopie fourni par l'étude optique des mouvements vibratoires, 1856
- Mémoire sur l'étude optique des mouvements vibratoires, Paris: Mallet-Bachelier 1857
  - Sowie in: Annales de chimie et de physique. Ser. 3, Band 51, 1857, S. 147, Gallica